# ザ・オウンゴール〜僕たちの失敗〜
ザ・オウンゴール～僕たちの失敗～（ザ・オウンゴール・ぼくたちのしっぱい）は、フジテレビONEで随時放送されているサッカーの番組である。
タイトルはオウンゴール（自殺点）にちなんだもので、サッカーにおいてもっとも悲劇的とされるオウンゴールそのもののシーンはもとより、ヨーロッパを中心とした世界のサッカーリーグにおける珍プレーの数々を映像を通して楽しんでもらうという趣旨の企画である。全6本。1本30分。

## 語り
- 青嶋達也
- 西山喜久恵